# هنري جوليان
هنري جوليان هو رسام كندي، ولد في 14 مايو 1852 في مدينة كيبك في كندا، وتوفي في 17 سبتمبر 1908 في مونتريال في كندا.

## معرض صور

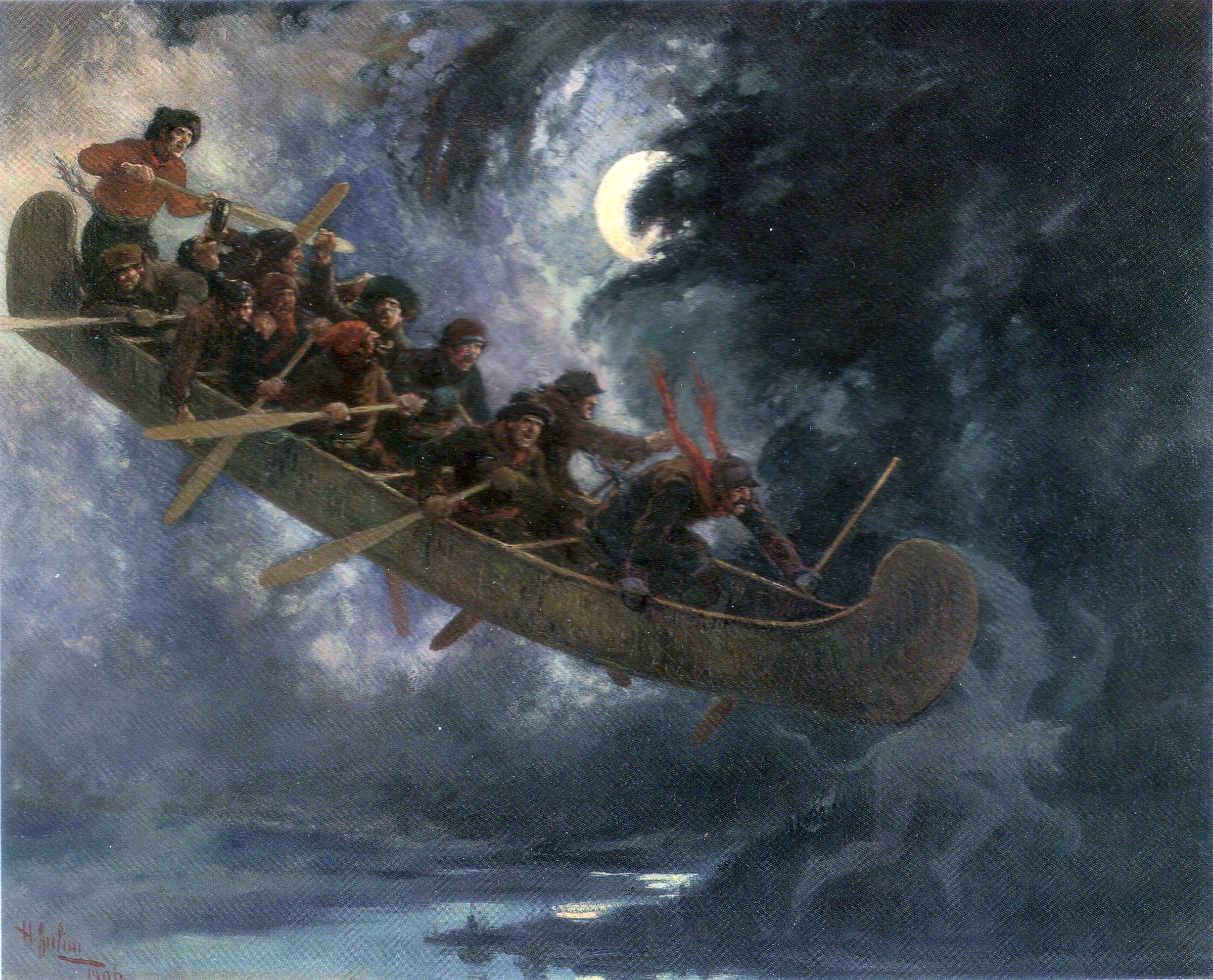
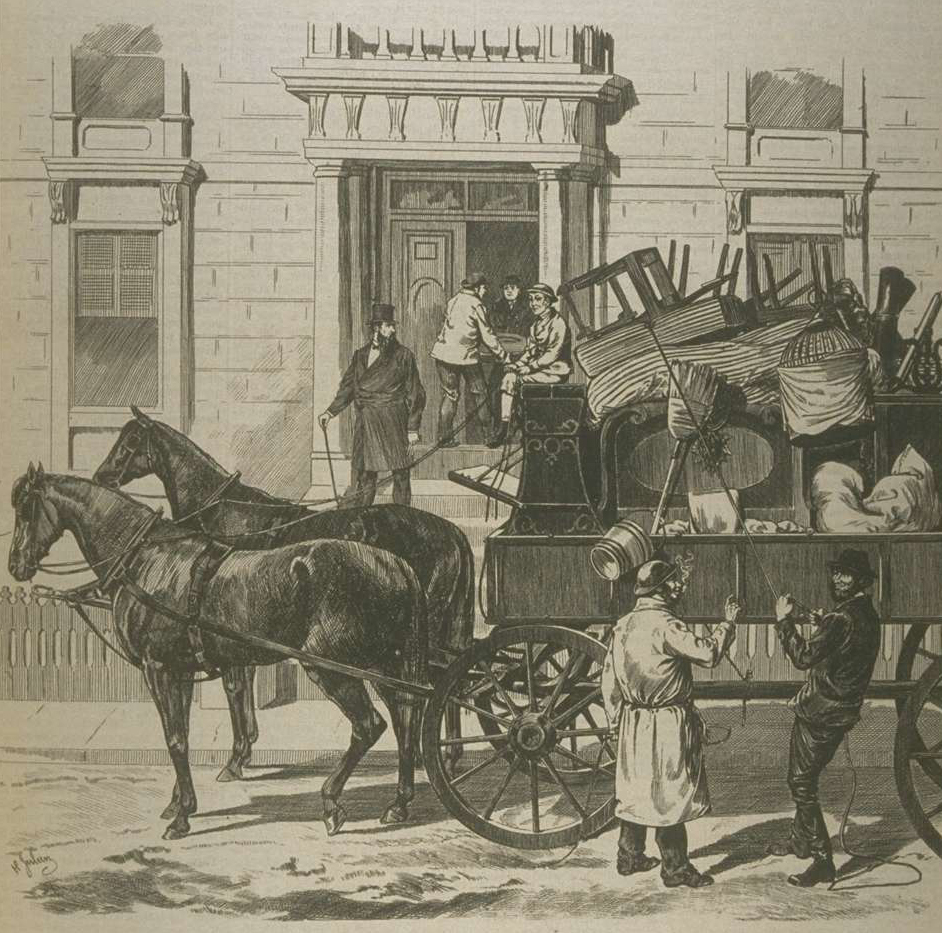
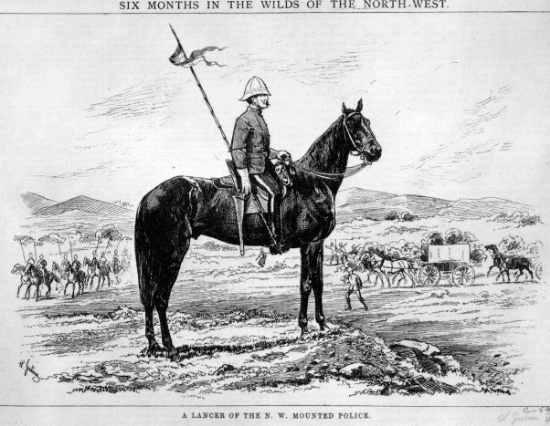
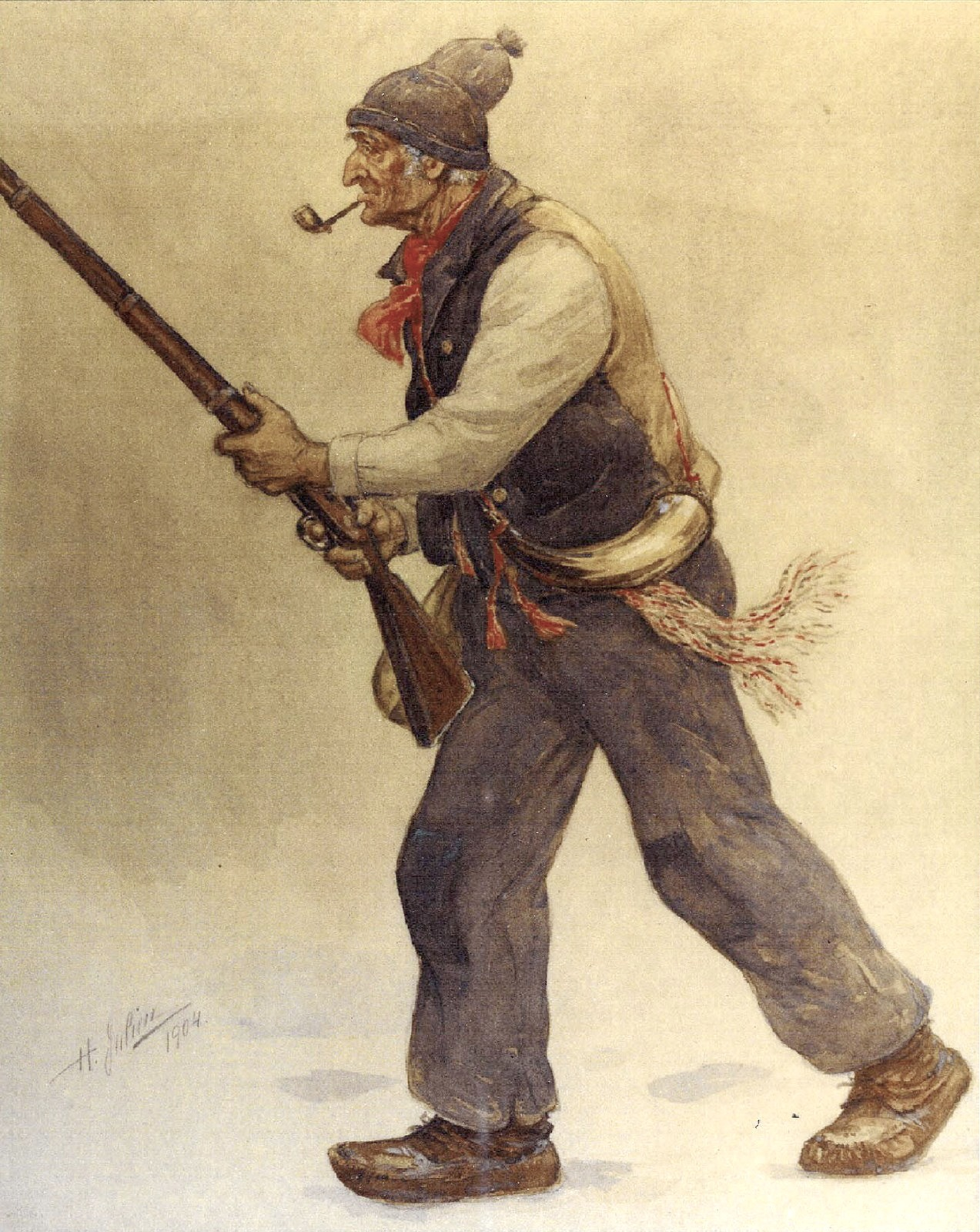